# 博杰耶夫卡农村居民点
博杰耶夫卡农村居民点（俄语：Бодеевское сельское поселение）是俄罗斯联邦沃罗涅日州利斯基区所属的一个农村居民点。其下辖有4个居民点，行政中心为博杰耶夫卡。据2016年统计，该农村居民点的人口为991人。